# Murina fionae
Murina fionae — вид ссавців родини лиликових.

## Морфологія
Кажан невеликого розміру, з довжиною голови й тіла між 41 і 54 мм, довжина передпліччя між 34,5 і 40,1 мм, довжина хвоста між 33,7 і 40,6 мм, довжина ступні від 7,8 до 9,3 мм, довжина вуха між 12,1 і 15,6 мм і маса до 6,6 г.
Спинна частина жовто-коричнева світла з кінчиками волосся коричнево-оранжевими і посипана довгими волосками, особливо на голові, спині і хвостовій мембрані, черевна частина буро-жовта, підборіддя білувате. Морда вузька, видовжена, з виступаючими ніздрями. Очі дуже малі. Вуха округлі, добре розділені. Крила прикріплені до задньої частини основи великого пальця. Ступні маленькі й покриті волосками. Хвіст довгий і повністю включений у велику хвостову мембрану, яка щільно вкрита волоссям. Калькар довгий.

## Проживання, поведінка
Цей вид поширений в Камбоджі, Лаосі та В'єтнамі. Живе у вологих вічнозелених лісах в горбистій і напів-листяних лісах між 290 і 1140 метрів над рівнем моря.

## Звички
Харчується комахами.